# Penisola Nemeckij
La penisola Nemeckij (in russo Немецкий полуостров?; in italiano "penisola tedesca"; chiamata precedentemente Nurmensatti) si trova lungo la costa settentrionale della Russia europea nel mare di Barents, a nord-ovest della penisola di Kola. Amministrativamente fa parte del Pečengskij rajon dell'Oblast' di Murmansk nel Circondario federale nordoccidentale.

## Geografia
La penisola è situata 1 km a nord-ovest dello sbocco della baia della Pečenga, a ovest della penisola Srednij e della baia Malaja Volokovaja. La penisola separa le piccola baie Malonemeckaja Zapadnaja (бухта Малонемецкая Западная) e Malonemeckaja Vostočnaja (бухта Малонемецкая Восточная), rispettivamente a nord-ovest e a sud-est. 
La penisola Nemeckij è collegata alla terraferma da uno stretto istmo (230 m). La sua lunghezza è di 1,7 km, la larghezza raggiunge i 700 m. Il punto più alto della penisola è di 42,8 m. Il suo rilievo è prevalentemente roccioso e la vegetazione è scarsa. Alcuni scogli affiorano dall'acqua lungo le sue coste.
L'omonimo capo Nemeckij si trova 30 km a nord-est all'estremità nord-occidentale della penisola di Rybačij.

## Storia
Sulla penisola durante la seconda guerra mondiale, fu localizzata una batteria di artiglieria tedesca, che copriva l'avvicinamento dal mare al villaggio finlandese di Liinahamari (nella baia della Pečenga). Ora la penisola è attivamente utilizzata dai subacquei.